# Salgado Filho
Salgado Filho ist ein brasilianisches Munizip im Südwesten des Bundesstaats Paraná. Es hat 4.075 Einwohner (2022), die sich Salgadenser nennen. Seine Fläche beträgt 189 km². Es liegt 507 Meter über dem Meeresspiegel.

## Etymologie
Der Name Salgado Filho wurde zu Ehren des Politikers Joaquim Pedro Salgado Filho gewählt, der Bundesabgeordneter und Senator für den Bundesstaat Rio Grande do Sul und Minister für Arbeit (1932–1938) und Luftfahrt (1941–1945) war und bei einem Flugzeugabsturz am 30. Juli 1950 ums Leben kam.

## Geschichte

### Besiedlung
Zu Beginn der Besiedlung wanderten Deutsche, Italiener, Caboclos und Polen ein. Die ersten Bewohner kamen 1940 in die Gemeinde, legten Wege an und rodeten Wälder. Sie errichteten ihre Häuser aus handgesägten Balken und deckten sie mit  Holzschindeln.
Die Siedler besetzten das Land zunächst als Posseiros (vom Staat genehmigte, aber nicht beurkundete Inbesitznahme von Land). Der Siedleraufstand im Jahr 1957 führte schließlich dazu, dass ein großer Teil des Bodens in diesem Teil des Landes legalisiert wurde. Die Industrial Colonizadora Erechim S/A aus Erechim (RS) begann, die Landtitel zu verkaufen und die Grundstücke zu vermarkten. Damals waren die Kosten für die Grundstücke niedrig, was Zuwanderer aus verschiedenen brasilianischen Staaten anlockte.
Die Ländereien, die nicht der Colonizadora Erechim gehörten, waren Eigentum des INCRA (Instituto Nacional de Colonização e Reforma Agrária), das für Kolonisierung und Agrarreform bestimmt war. Es heißt, dass die Posseiros, die in die Gemeinde kamen, ihre Grundstücke im Rahmen einer Vereinbarung zwischen den Bewohnern selbst ausgewählt haben. Erst später vermaß das INCRA diese Ländereien und vergab die Titel entsprechend der von den einzelnen Besetzern besetzten Flächen.
Zu Beginn der Kolonisierung war die Schweinezucht die wichtigste Wirtschaftstätigkeit. Dazu holzten die Siedler den Wald ab, verbrannten das Gestrüpp und pflanzten Mais an. Wenn das Getreide reif war, ließen sie die Schweine fressen und brachten sie ins Dorf, um sie dann an Händler zu verkaufen, die meist aus Ponta Grossa und Curitiba kamen. Diese Art von Tätigkeit erforderte wenig Arbeit und war rentabel.
Das Holz wurde in der Anfangszeit zum Bau von Häusern, Brücken und Mühlen verwendet. Mit der Verbesserung der Transportbedingungen intensivierte sich zwischen 1975 und 1985 die Holzverarbeitung, als mehr als zehn Sägewerke in der Gemeinde betrieben wurden. Heutzutage ist diese Tätigkeit aufgrund der starken Abholzung im Laufe der Jahre hinfällig geworden.
Später intensivierte sich der Wirtschaftssektor mit dem Anbau von Mais und Bohnen. Aber aufgrund der Auslaugung der Böden und um die Landflucht zu vermeiden, wandten sich die Landwirte anderen Tätigkeiten zu. Sie diversifizierten die Agrarproduktion in den Bereichen Obst-, Wein- und Gartenbau, Geflügelzucht, Tabakanbau, Bienenzucht, Milchvieh- und Schweinezucht, Kleinindustrie und Handel.
Auf diese Weise entstanden nach und nach Agrarindustrien, wie z. B. die Herstellung von braunem Zucker, Käse, Wein, Wurst und hausgemachten Süßigkeiten. Die Viehwirtschaft umfasst die Zucht von Rindern und Milchvieh. In der Geflügelhaltung nimmt die Zucht von Masthähnchen und Legehennen zu.
Die traditionelle Landwirtschaft mit Hacke und Ochsenpflug hat sich bis heute erhalten. Die Aussaat- und Erntemethoden werden auf günstigen Böden nach und nach durch Maschinen ersetzt. Wo Innovation nicht möglich ist, wandelt der Landwirt sein Land in Weideland für Rinder um.
In den 1950er Jahren baute die Colonizadora Erechim die erste Schule, die zunächst privat war und von den Eltern unterhalten wurde; die Lehrerin war Josefina Maria Krause. Im folgenden Jahr übernahm das Munizip Barracão die Trägerschaft.

### Erhebung zum Munizip
Salgado Filho wurde durch das Staatsgesetz Nr. 4.788/63 vom 29. November 1963 aus Barracão ausgegliedert und in den Rang eines Munizips erhoben. Es wurde am 14. Dezember 1964 als Munizip installiert.

## Geografie

### Fläche und Lage
Salgado Filho liegt auf dem Terceiro Planalto Paranaense (der Dritten oder Guarapuava-Hochebene von Paraná). Seine Fläche beträgt 189 km². Es liegt auf einer Höhe von 507 Metern.

### Vegetation
Das Biom von Salgado Filho ist Mata Atlântica.

### Klima
Das Klima ist gemäßigt warm. Es werden hohe Niederschlagsmengen verzeichnet (1933 mm pro Jahr). Im Jahresdurchschnitt liegt die Temperatur bei 19,1 °C. Die Klimaklassifikation nach Köppen und Geiger lautet Cfa.

### Gewässer
Salgado Filho liegt im Einzugsgebiet des Iguaçu. Der Capanema-Nebenfluss Rio Tamanduá bildet zusammen mit seinem rechten Zufluss Rio Encantilhado die nordöstliche Grenze des Munizip. Der Rio Capanema und sein rechter Zufluss Rio das Águas bestimmen die südwestliche Grenze.

### Straßen
Salgado Filho ist über die PR-182 mit Francisco Beltrão im Nordosten. Im Süden führt sie zur BR-280 zwischen der argentinischen Grenze bei Barracão / Dionísio Cerqueira (SC) und Pato Branco.

### Nachbarmunizipien
| Santo Antônio do Sudoeste und Pinhal de São Bento |                                             | Manfrinópolis        |
| Bom Jesus do Sul                                  | Kompassrose, die auf Nachbargemeinden zeigt |                      |
|                                                   |                                             | Flor da Serra do Sul |

## Stadtverwaltung
Bürgermeister: Volmar Duarte, PSL (2021–2024)
Vizebürgermeister: Nilmar Francisco Rech, PV (2021–2024)

## Demografie

### Bevölkerungsentwicklung
| Jahr | Einwohner | Stadt | Land |
| ---- | --------- | ----- | ---- |
| 1970 | 12.305    | 7 %   | 93 % |
| 1980 | 15.538    | 10 %  | 90 % |
| 1991 | 13.829    | 15 %  | 85 % |
| 2000 | 5.338     | 40 %  | 60 % |
| 2010 | 4.403     | 51 %  | 49 % |
| 2022 | 4.075     |       |      |

Quelle: IBGE, bis 2010: Volkszählungen und Volkszählung 2022

### Ethnische Zusammensetzung
| Gruppe * | 1991    | 2000    | 2010    | wer sich als …                                                                   |
| --- | ------- | ------- | ------- | -------------------------------------------------------------------------------- |
| Weiße | 78,7 %  | 77,5 %  | 69,7 %  | weiß bezeichnet                                                                  |
| Schwarze | 1,2 %   | 6,0 %   | 1,4 %   | schwarz bezeichnet                                                               |
| Gelbe | 0,0 %   | 0,0 %   | 0,9 %   | von fernöstlicher Herkunft wie japanisch, chinesisch, koreanisch etc. bezeichnet |
| Braune | 20,1 %  | 16,2 %  | 28,0 %  | braun oder als Mischung aus mehreren Gruppen bezeichnet                          |
| Indigene | 0,0 %   | 0,0 %   | 0,0 %   | Ureinwohner oder Indio bezeichnet                                                |
| ohne Angabe | 0,0 %   | 0,2 %   | 0,0 %   |                                                                                  |
| Gesamt | 100,0 % | 100,0 % | 100,0 % |                                                                                  |
| *) Das IBGE verwendet für Volkszählungen ausschließlich diese fünf Gruppen. Es verzichtet bewusst auf Erläuterungen. Die Zugehörigkeit wird vom Einwohner selbst festgelegt. |         |         |         |                                                                                  |

Quelle: IBGE (Stand: 1991, 2000 und 2010)

## Wirtschaft

### Diversifizierung der Landwirtschaft
Die für den Obstanbau geeigneten Böden und das Klima sowie die Kenntnis der Weinanbaugebiete in Rio Grande do Sul, wo die meisten Familien herkommen, weckten das Interesse am Weinanbau und der Weinerzeugung.
Dabei waren die Anreize der öffentlichen Verwaltungen für die Ausweitung des Weinanbaus von entscheidender Bedeutung. Um den Produktionsprozess fortzusetzen, war die Ansiedlung von Agrarindustrien für braunen Zucker, Käse, Wein und Wurstwaren erforderlich, die von Familien ländlicher Produzenten gegründet wurden.

### Landwirtschaftliche Feste
Von den italienischen und deutschen Familien hat Salgado Filho viele traditionelle und volkstümliche Veranstaltungen und Bräuche aufgenommen, die zu regionalen und überregionalen Veranstaltungen wie der Kirchweih, dem Rodeio Crioulo Interestadual, dem Festival Municipal da Canção und dem Wein- und Käsefest geführt haben.
Um die Produkte zu fördern, veranstaltet die Gemeinde jedes Jahr am dritten Juliwochenende das Wein- und Käsefest, bei dem Käse, Wein, brauner Zucker, Wurstwaren und andere Produkte verkauft werden. Es werden auch typische Speisen und kolonialer Kaffee serviert.

### Kennzahlen
Mit einem Bruttoinlandsprodukt pro Einwohner von 26.176,13 R$ bzw. rund 5.800 € lag Salgado Filho 2019 auf dem 239. Platz der 399 Munizipien Paranás.
Sein hoher Index der menschlichen Entwicklung von 0,700 (2010) setzte es auf den 232. Platz der paranaischen Munizipien.